# 長楽寺 (丹波篠山市)
長楽寺（ちょうらくじ）は、兵庫県丹波篠山市にある曹洞宗の寺院。山号は如意山（にょいざん）。多紀四国88箇所巡拝第29番。

## 歴史
城北村歴史年表から、建立されたのは後村上天皇の1346年（正平元年）12月。曹洞宗寺院としての開山は1649年(慶安2年)4月に太翁春賀大和尚によって開かれたとされる。
慶安から安永までの歴史はよくわかっていないが、1678年（安永7年）4月に本寺である洞光寺（篠山市東本庄）の二十三世、月渓先國大和尚の遺志によって再建される。当時の棟札が存在する。
『多紀郷土史考』（禅宗の寺院）の項によると、お寺の前の溝（十間南）から温泉が湧き出て、入浴したものは多くの病が治るということが領地誌に書かれているとある。

## 本尊
本尊は聖観世音菩薩。『多紀郷土考』によると「如意山長楽寺在干北、置聖観世音菩薩像聖徳太子作也」とあるが定かではない。

## 境内
- 本堂 - 茅葺きに安全屋根をかぶせた作り。1678年（安永7年）再建
- 観音堂（元有楽堂・能楽堂） - 如意輪観世音菩薩、三十三観世音菩薩が奉られている。
- 開山位牌堂 - 道元禅師、瑩山禅師、並びに御開山、歴代住職。檀信徒各家の位牌が奉られている。
- 山門
- 大師堂 - 弘法大師、千手観世音菩薩（多紀四国88箇所巡拝第29番）の石像が奉られている
- 子安地蔵尊

## 札所
多紀四国八十八箇所巡拝 第29番 千手観世音菩薩

## 大唐玄奘三蔵法師聖骨奉安所跡
偉大な僧として尊敬され、 664年、63才で亡くなり、長安の都に葬られていた玄奘三蔵法師だが、1942年(昭和17年)日本軍南京守備隊が偶然に発掘される。その聖骨は、全世界の9カ所に分けられ、その中の1つとして、1960年、聖骨2粒を篠山に奉迎し、長楽寺に仮に安置していたが、1975年に長楽寺八世祥雲慶山大和尚らの三蔵法師奉讃会によって、沢田の小林寺に聖骨塔が建立され、安置された。